# Knopphuvudspindel
Knopphuvudspindel (Walckenaeria clavicornis) är en spindelart som först beskrevs av James Henry Emerton 1882.  Knopphuvudspindel ingår i släktet Walckenaeria och familjen täckvävarspindlar. Arten är reproducerande i Sverige. Inga underarter finns listade i Catalogue of Life.